# Honda Brio
La Honda Brio est automobile produite par le constructeur japonais Honda. Elle est principalement destinée à l'Asie du Sud-Est.
Elle est lancée en 2011 sous la forme d'une petite citadine. Sa seconde génération, lancée en 2018, est une citadine polyvalente.

## Première génération (2011 - 2020)
La première génération de Honda Brio est préfigurée par le showcar Honda New Small Concept, présenté au Salon de l'automobile de Bangkok 2010.

### Étymologie
Le nom Brio signifie vivacité ou verve en italien.
En Indonésie, la version économique de la Brio répondant au programme gouvernemental LCGC (Low Cost Green Car) possède une appellation spécifique. Le nom Satya (sanskrit : vrai, authentique, sincère ou fidèle) est utilisé, avec le nom du distributeur local ajouté combiné, ce qui donne pour nom officiel complet de la version LCGC "Honda Prospect Motor Brio Satya".

### Historique
La fabrication de la première génération de Brio démarre en mars 2011 en Thaïlande.
Le modèle est également assemblé à partir de septembre 2011 en Inde puis dès août 2013 en Indonésie.
La Brio est ensuite exportée vers divers marchés d'Asie du Sud et du Sud-Est, ainsi qu'en Afrique du Sud.
En mai 2014, Honda a rappelé environ 32 000 voitures Brio et Amaze en Inde en raison d'un éventuel mauvais assemblage de la valve de dosage. Ce rappel est limité aux modèles qui ne sont pas équipés d'ABS,.
La version restylée est présentée en avril 2016 au Salon de l'automobile de Jakarta, en Indonésie.
La production de cette première génération s'arrête en 2018 en Inde et en Indonésie. Elle se poursuit jusqu'en avril 2020 en Thaïlande.

## Deuxième génération (2018 -)
La deuxième génération de Brio est annoncée par le showcar Honda Small RS Concept, présenté en Indonésie en août 2018. La version de série est présentée en août de la même année.
Cette deuxième génération est 20cm plus longue que la précédente, devenant ainsi une citadine polyvalente. Son design est également plus sérieux.

### Historique
Contrairement à la première Brio, cette deuxième génération est dans un premier temps uniquement assemblée en Indonésie. Les ventes de la première génération avaient été extrêmement faible en Thaïlande et s'étaient très rapidement écroulées en Inde.
La Brio de deuxième génération est exportée dès 2019 vers quelques autres pays tels que les Philippines et le Vietnam.